# Frankrikes Grand Prix 1966
Frankrikes Grand Prix 1966 var det tredje av nio lopp ingående i världsmästerskapet i Formel 1 säsongen 1966. 

## Bakgrund
Privatstallet David Bridges gjorde F1-debut och tog också sin första och enda poäng. Motortillverkaren Repcos tog sin första vinst i Formel 1. Lorenzo Bandinis första och enda pole position i Formel 1.
Den tidigare F1-världsmästaren Nino Farina omkom i en bilolycka när han var på väg för att titta på loppet.

## Resultat

### Kvalet
| Pos.    | Nr. | Förare                     | Konstruktör     | Kvaltider | Start- grid |
| ------- | --- | -------------------------- | --------------- | --------- | ----------- |
| 1       | 20  | Lorenzo Bandini            | Ferrari         | 2:07,8    | 1           |
| 2       | 10  | John Surtees               | Cooper-Maserati | 2:08,4    | 2           |
| 3       | 22  | Mike Parkes                | Ferrari         | 2:09,1    | 3           |
| 4       | 12  | Jack Brabham               | Brabham-Repco   | 2:10,2    | 4           |
| 5       | 6   | Jochen Rindt               | Cooper-Maserati | 2:10,9    | 5           |
| 6       | 38  | Jo Siffert                 | Cooper-Maserati | 2:12,2    | 6           |
| 7       | 8   | Chris Amon                 | Cooper-Maserati | 2:12,4    | 7           |
| 8       | 16  | Graham Hill                | BRM             | 2:12,8    | 8           |
| 9       | 14  | Denny Hulme                | Brabham-Repco   | 2:13,3    | 9           |
| 10      | 32  | Mike Spence                | Lotus-BRM       | 2:14,2    | 10          |
| 11      | 42  | Guy Ligier                 | Cooper-Maserati | 2:15,4    | 11          |
| 12      | 36  | Bob Anderson               | Brabham-Climax  | 2:15,6    | 12          |
| 13      | 2   | Jim Clark                  | Lotus-Climax    | 2:15,6    | 13          |
| 14      | 2   | Pedro Rodríguez de la Vega | Lotus-Climax    | 2:16,5    | 14          |
| 15      | 26  | Dan Gurney                 | Eagle-Climax    | 2:17,9    | 15          |
| 16      | 44  | John Taylor                | Brabham-BRM     | 2:19,2    | 16          |
| 17      | 4   | Peter Arundell             | Lotus-BRM       | 2:19,6    | 17          |
| 18      | 30  | Joakim Bonnier             | Brabham-Climax  | 2:23,5    | 18          |
| Källor: |     |                            |                 |           |             |

### Loppet
| Pos.    | Nr. | Förare                     | Konstruktör     | Varv | Tid/Bröt            | Grid | Poäng |
| ------- | --- | -------------------------- | --------------- | ---- | ------------------- | ---- | ----- |
| 1       | 12  | Jack Brabham               | Brabham-Repco   | 48   | 1:48:31,3           | 4    | 9     |
| 2       | 22  | Mike Parkes                | Ferrari         | 48   | +9,5 s              | 3    | 6     |
| 3       | 14  | Denny Hulme                | Brabham-Repco   | 46   | +2 varv             | 9    | 4     |
| 4       | 6   | Jochen Rindt               | Cooper-Maserati | 46   | +2 varv             | 5    | 3     |
| 5       | 26  | Dan Gurney                 | Eagle-Climax    | 45   | +3 varv             | 14   | 2     |
| 6       | 44  | John Taylor                | Brabham-BRM     | 45   | +3 varv             | 15   | 1     |
| 7       | 36  | Bob Anderson               | Brabham-Climax  | 44   | +4 varv             | 12   |       |
| 8       | 8   | Chris Amon                 | Cooper-Maserati | 44   | +4 varv             | 7    |       |
| NC      | 42  | Guy Ligier                 | Cooper-Maserati | 42   | +6 varv             | 11   |       |
| Ret     | 2   | Pedro Rodríguez de la Vega | Lotus-Climax    | 40   | Oljeläcka           | 13   |       |
| NC      | 20  | Lorenzo Bandini            | Ferrari         | 37   | +11 varv            | 1    |       |
| NC      | 30  | Joakim Bonnier             | Brabham-Climax  | 32   | +16 varv            | 17   |       |
| Ret     | 16  | Graham Hill                | BRM             | 13   | Motor               | 8    |       |
| Ret     | 38  | Jo Siffert                 | Cooper-Maserati | 10   | Bränslesystem       | 6    |       |
| Ret     | 32  | Mike Spence                | Lotus-BRM       | 8    | Koppling            | 10   |       |
| Ret     | 10  | John Surtees               | Cooper-Maserati | 5    | Bränslesystem       | 2    |       |
| Ret     | 4   | Peter Arundell             | Lotus-BRM       | 3    | Växellåda           | 16   |       |
| DNS     | 2   | Jim Clark                  | Lotus-Climax    |      | Olycka med en fågel | (18) |       |
| Källor: |     |                            |                 |      |                     |      |       |

## Ställning i mästerskapet efter loppet
| Pos. | Förare          | Poäng |
| ---- | --------------- | ----- |
| 1    | Jack Brabham    | 12    |
| 2    | Lorenzo Bandini | 10    |
| 3    | John Surtees    | 9     |
| 4    | Jackie Stewart  | 9     |
| 5    | Jochen Rindt    | 9     |

| Pos. | Konstruktör     | Poäng |
| ---- | --------------- | ----- |
| 1    | Ferrari         | 21    |
| 2    | Brabham-Repco   | 12    |
| 3    | BRM             | 9     |
| 4    | Cooper-Maserati | 9     |
| 5    | Eagle-Climax    | 2     |

- Notering: Endast de fem bästa placeringarna i vardera mästerskap finns med på listorna.[4]